# Савойское герцогство
Саво́йское ге́рцогство (фр. Duché de Savoie, итал. Ducato di Savoia, лат. Ducatus Sabaudiae) — государство в Европе (на юго-востоке современной Франции и северо-западе Италии), существовавшее в 1416—1847 годах и принадлежавшее Савойскому дому.

## История
С XI века до 1416 года Савойя имела статус графства. Столицей графства Савойи долгое время являлся город Шамбери, из которого в 1563 году герцоги перенесли свою резиденцию в Турин.
В 1416 году савойский граф Амадей VIII получил от германо-римского императора Сигизмунда титул герцога Савойского в составе Священной Римской империи, после чего государство получило статус герцогства. В ответ на благосклонность императора Амедей VIII посылал вспомогательные войска против гуситов в Богемию.
В 1418 году Пьемонтская ветвь Савойского дома угасла и к Савойскому герцогству был присоединён Пьемонт. Кроме этого, герцог приобрёл покупкой Верчелли.
В 1426 году Амадей VIII участвовал на стороне Венеции в войне против Милана и сделал большие завоевания, которые миланцы были вынуждены предоставить ему договором 1428 года. Окончив в 1433 году по поручению императора Сигизмунда войну против союзника Венеции маркграфа Монфератского и распространив свои владения по другую сторону реки По, он заключил с Миланом союз на 80 лет, а в 1434 году неожиданно отказался от престола и принял монашество, убыв в монастырь Рипайль. Его старший сын Людовик был назначен наместником. Но Амадей недолго пользовался спокойствием. Вскоре он опять был занят внешними и внутренними делами государства, был вынужден присутствовать на Базельском соборе и, хотя и не был настоящей духовной особой, в 1439 году был избран антипапой под именем Феликс V. Тогда же он уступил своему сыну полноту власти в Савойе.
В 1441 году Людовик I заключил союз с Генуей, в 1443 году — союз с Филиппом Бургундским. С середины XV века савойские владения на северных склонах Альп стали объектом экспансии Франции. Людовику пришлось уступить Франции Валентину и Диу, получив взамен Фоссиньо. В 1449 году он участвовал в войне со Сфорца за Милан, потерпел ряд поражений и чтобы защитится от сильного противника заключил союз с неаполитанским королём Альфонсо V. Из дел во внутренней политике, Людовик принял закон о неотчуждении коронных земель и с этого момента титул князя Пьемонта стал закрепляться за наследниками престола. В 1465 году он умер в Лионе.
Ему наследовал его сын, Амадей IX, который сразу после вступления на престол участвовал в войне французского короля Людовика XI против герцога Бурбонского. В 1467 году он вел войну с маркграфом Вильгельмом Монферратским, но после заключения мира был вынужден вернуть все завоевания. Продолжительная болезнь сделала его неспособным продолжать правление и власть была в 1468 году передана его супруге Иоланде, сестре короля Франции. Против этого вооружились братья герцога — графы Женевы и Рамона. Произошла междоусобная война, которая закончилась при посредничестве Франции договором 1471 года, согласно которому герцогиня сохранила власть, но была ограничена государственным советом. Вскоре после этого герцог умер.
Его сын Филиберт I занял трон в возрасте 7 лет под регентством матери и споры за власть продолжились вплоть до его кончины в 1482 году. Иоланда умерла ранее, в 1478 году.
На престол взошёл младший брат Филиберта — Карл Воинственный, которому на тот момент было 14 лет, под опекой своего дяди Филиппа Сан-Терра, графа Брессе. Несмотря на юный возраст, новому герцогу удалось быстро избавиться от опеки. В 1484 году он храбро защищал свои права на Женеву против папы Сикста IV, а также отнял владения у маркграфа Салуццо, который не исполнял свои ленные обязанности. В 1485 году он выкупил у королевы Кипра Шарлотты права на Кипр и Иерусалим. Несмотря на то, что Кипр попал под власть Венецианской республики в 1489 году, Савойская династия продолжала претендовать на это королевство. В 1490 году он умер по пути во Францию, вероятно от яда.

Савойское герцогство на карте Италии по состоянию на 1494 год

У него остался 9-месячный сын, Карл II, который никогда не правил самостоятельно, находясь под опекой своей матери. Та, для сохранения мира, вернула все владения маркграфу Салуццо и позволила французскому королю Карлу VIII пройти через владения в Неаполь. Но в 1496 году герцог-дитя умер и на престол, наконец, взошёл внучатый дядя Филипп II — брат Амадея IX — воинственный и беспокойный государь, причинивший в своё время много беспокойства своему отцу и братьям, но и он умер в 1497 году. Его зять, король Франции Людовик XII, чтобы сделать его безвредным для Франции выдал за него Маргариту де Бурбон и назначил его наместником Дофине.
Его сын, Филиберт II, наследовавший отцу, возобновил союз с Францией, получив за это значительные суммы и несмотря на смуты, терзавшие тогда Италию, смог сохранить мир в своих владениях. Он умер в 1504 году без наследников.
В XVI—XVII веках территория Савойского герцогства стала ареной борьбы французских королей и Габсбургов за преобладание в Италии. После Филиберта II престол занимал его брат Карл III Добрый. При нём Савойя в войнах со швейцарцами (1530—1536), имевшими несправедливое притязание на жалование, обещанное его предками, потеряла в 1533 году Женеву и Валлис, перешедшие под защиту Швейцарского союза, а в 1536 году Берн захватил Ваадт и Шабле. Также его племянник, французский король Франциск I, объявил претензии на права своей матери Луизы Савойской. В 1531 году угас маркграфский дом Салуццо, земли которого должны были перейти герцогству Савойскому, но император Карл V передал их дому Гонзага в Мантуе. Вслед за этим началась война между императором и Францией. В 1536 году французы во время войны заняли Турин, затем почти весь Пьемонт и Савойю. По Ниццкому перемирию 1538 года Савойя была разделена между Францией и императором, за французами остался Турин. Сам герцог провёл оставшуюся часть жизни фактически в изгнании, при дворах своих родственников. Он умер в 1553 году.
Его сын Эммануил Филиберт успел отвоевать обратно свои родовые владения, за исключением некоторых крепостей, которые были возвращены ему позднее. Эммануил поступил на службу в испанскую армию ещё в 1545 году и быстро завоевал себе репутацию одарённого полководца. После перемирия 1556 года он получил под командование нидерландскую армию и в 1557 году разбил французов при Сен-Кантене, что привело к заключению мира в Като-Камбрези в 1559 году. По одному из условий мирного договора Эммануил получил обратно свои владения. Страна была разорена, но он довольно быстро сумел восстановить её благосостояние. В 1563 году он перенёс столицу герцогства из Шамбери в Турин, ставшей новой постоянной резиденцией монархов. В Вилафранке он положил начало флоту. Его управление, окончившееся со смертью в 1580 году, может считаться концом феодальной системы и началом просвещённого абсолютизма.
Сын его Карл Эммануил I, человек предприимчивый, умный, честолюбивый и беспокойный, способствовал вовлечению Савойи в многочисленные войны. В 1588 году предпринял попытку захватить Женеву, закончившуюся поражением от Бернцев в 1589 году. Воспользовавшись смутой во Франции, он долгие годы (с 1588 года) боролся с ней за маркграфство Салуццо. В 1590 году вторгся в область Прованс, объявив себя её правителем, но вскоре был вытеснен оттуда французским полководцем Ледигьером. Будучи не в состоянии противостоять дальнейшим успехам французов, он по Парижскому договору 17 февраля 1601 года добился признания королём Генрихом IV своей власти над Салуццо в обмен на уступку ряда своих территорий между Бургундией и Дофинэ (Бресс, Бюже, Же). Дальнейшие его покушения на Прованс, Дофине, город Женеву (т. н. Женевская эскалада) были неудачны. Также Карл-Эммануил участвовал в Первой войне за Монферрат (1613—1617). В 1627 году угас Мантуанский род, и Карл объявил права на его владения. Король Франции покровительствовал герцогу Неверскому и уступил Карлу только город Трино и часть Монферрата. Герцог противился этому решению и в последовавшей затем войне за мантуанское наследство (1628—1631) потерпел полное поражение, вынужденно приняв сепаратный мир. Вскоре после этого герцог умер. Его войны привели к подрыву экономики страны и ряду территориальных потерь.
Его сын Виктор Амадей I вступил в наследственные права, когда герцогство было занято французскими войсками. Новый герцог тут же объявил себя нейтральным. Когда в 1631 году был заключен Кераскский мир, он вернул себе герцогство, которое получило от Монферрата денежную компенсацию, города Трино и Альба, а также Пинероло, который, согласно секретному пункту соглашения, был передан Франции. Впоследствии, под руководством кардинала Ришельё, герцог попытался создать антииспанскую лигу в Италии. В 1637 году он сокрушил испанскую армию при сражении в Момбальдоне. В сентябре того же года Виктор Амадей заболел после обеда у герцога Креки и умер на пути к Турину.
Ему наследовал 5-летний сын Франц Гиацинт, под опекой своей матери Кристины Марии Французской, но спустя всего 11 месяцев он умер.
Трон достался ещё более малолетнему брату Карлу Эммануилу II. Мать обоих братьев спорила за регентство со своими деверями Томасом и Морисом Савойскими, поддерживаемыми Испанией, но герцогине удалось сохранить это право только при помощи Франции и после нескольких лет гражданской войны. В 1642 году родственники помирились, а чтобы упрочить дружественную связь Морис Савойский взял в жены дочь Кристины Луизу, которой было тогда 13 лет. Томас же стал родоначальником младшей линии Савойского дома — Савойских-Кариньян и его внуком был знаменитый полководец принц Евгений Савойский.
Сам Карл Эммануил II весьма мало интересовался вопросами управления государством и проводил всё своё время в развлечениях, предоставив всю полноту власти матери, занимавшайся всеми вопросами внешней и внутренней политики. В этот период, в 1655 году, в Савойе произошло массовое преследование и истребление членов протестантской общины вальденсов. Лишь после смерти матери в 1663 году Карл Эммануил принимает на себя управление страной. В своей политике выступал против возрастающего могущества своего соседа — Франции, но в то же время при нём Савойя приняла вид Французского лена. В 1672—1673 годах он вёл неудачную для Савойи войну с Генуэзской республикой с тем, чтобы получить выход в Лигурии к побережью Средиземного моря (Вторая савойско-генуэзская война). Внутренняя политика Карла Эммануила была более успешной — по его указанию была расширена морская гавань Ниццы, возросла внешняя торговля герцогства, улучшилось состояние его финансов. Создал в Савойе постоянную армию, отказавшись от услуг наёмных войск, как это практиковалось в герцогстве ранее. По приказу Карла Эммануила через альпийские перевалы была проложена Chemin des Grottes des Échelles — дорога из Верхней Италии во Францию. Умер в 1675 году.
Его сын герцог Виктор-Амадей II придерживался политики слабого — принимая сторону сильнейшего союзника. Недовольный политикой Франции, он в 1686 году присоединился к Аугсбургской лиге и вместе с ней начал неудачную для себя войну. После потери герцогом Ниццы, взятой 5 апреля 1696 года маршалом Николя Катина, Людовик XIV предложил Виктору-Амадею соглашение, однако тот отверг его, назначив своим преемником восьмилетнего кузена Эммануила-Филиберта Савойского-Кариньяно. 26 августа 1696, чтобы спасти своё государство, Виктор Амадей принял новое предложение о союзе с французами, заключив Туринский договор (фр.). и отдав свою дочь, Марию Аделаиду Савойскую замуж за Людовика Бургундского. Потребовалось некоторое время, прежде чем Виктор Амадей публично заявил о переходе на сторону французов, опасаясь вражеских атак, но имперцы подозревали это. Когда это было сделано публично, французские солдаты вошли на территорию Пьемонта, чтобы защитить его от врагов. В Виджевано (Турине) 7 октября 1696 года он получил обратно все свои владения. Для большей прочности союза внук французского короля Людовика XIV, герцог Бургундский, женился на дочери Виктора-Амадея, Аделаиде. В Войне за испанское наследство Виктор-Амадей был назначен Людовиком XIV главнокомандующим французскими войсками в Италии и женил второго внука, герцога Анжуйского, на другой дочери Виктора-Амадея, однако тот оставался лишь вынужденным союзником Франции, понимая весь вред союза для своего государства. Когда в 1701 году Катина был разбит австрийцами, а Вильруа был взят в плен, Виктор-Амадей вступил в тайные переговоры с Австрией и 8 января 1703 году заключил с ней союз. Вследствие этого почти все его государство было занято французами. Австрийское войско потерпело поражение при Кассано, 4 января 1706 года французы взяли Ниццу и осадили Турин. И только блистательная победа Евгения Савойского при Турине 7 сентября 1706 года восстановила его власть и вернула ему владения. В августе 1707 года герцог вторгся во Францию и безуспешно осадил Тулон, а в следующем году захватил Фенестреллу, Экзиль и Перуэу.
По Утрехтскому миру 1713 года Виктор-Амадей II получил Монферрат, значительную часть Миланского герцогства и остров Сицилию, с титулом сицилийского короля, а также право на испанский престол при условии угасания там Бурбонской династии.
24 августа 1720 года по Лондонскому договору Виктор-Амадей II был вынужден обменять Сицилию, которая в 1718 году была завоёвана испанцами, на остров Сардинию. С тех пор Савойя, Пьемонт и Сардиния составили единое Сардинское королевство со столицей в Турине.